# Александер фон Зейдліц-Курцбах
Карл Леонгард Александер фон Зейдліц-Курцбах (нім. Karl Leonhard Alexander von Seydlitz-Kurzbach; 16 грудня 1847, Інстербург — 29 грудня 1935, Шверін) — німецький офіцер, генерал-лейтенант Прусської армії.

## Біографія
Син гауптмана і директора в'язниці Георгенбург поблизу Інстербурга Густава фон Зейдліц-Курцбаха (1796–1854) та його дружини Софі Гертруди, уродженої фон Мюнхов (1818–1887). Молодший брат генерал-майора Курта фон Зейдліц-Курцбаха (1849–1913). 
Після закінчення кадетського корпусу 18 квітня 1865 року був призначений фенріхом портупеї в Магдебурзький фузилерний полк №36 Прусської армії. Там він був зроблений у другі лейтенанти в середині листопада 1865 року і наступного року взяв участь у битвах при Наході, Скаліці та Кеніггреці, а також у битві при Швайншеделі під час війни з Австрією. У війні проти Франції Зейдліц бився в Мон-Валерієні під час облоги Парижа. З 1871 по 1874 рік працював інспектором і викладачем у Військовій школі в Найссе, а потім пройшов трирічну додаткову підготовку у Військовій академії в званні першого лейтенанта. Після підвищення до гауптмана 22 березня 1881 року він був переведений в 1-й Верхньорейнський піхотний полк № 97 на посаду командира роти. Потім з 3 серпня 1885 року по 21 серпня 1891 року служив у 2-му ганзейському піхотному полку №76. Згодом Зейдліц був переведений до Мекленбурзького фузилерного полку «Імператора Вільгельм» № 90 у званні майора і командував 2-м батальйоном у Вісмарі до 23 липня 1894 року. Будучи заступником командира полку, він потім приєднався до унтерофіцерської школи Вайсенфельса як командир і був вироблений в оберстлейтенанти в середині червня 1896 року. Маючи звання та привілеї полкового командира, 24 травня 1898 року його було призначено командувачем ландверу району Берлін IV. На цій посаді 27 січня 1899 року Зейдліц був підвищений до оберста і командував 26-м піхотним полком «Принц Леопольд Ангальт-Дессау» (1-й Магдебурзький) з 18 квітня 1901 по 18 червня 1902 року. Згодом його було підвищено до генерал-майора і призначено командиром 61-ї піхотної бригади у Страсбурзі. Зейдліц був звільнений від цього командування 19 липня 1904 року та призначений комендантом Данцига. На цій посаді 20 березня 1906 року він був підвищений до генерал-лейтенанта. 25 лютого 1909 року, після схвалення його прохання про відставку, був звільнений на пенсію.

## Сім'я
Одружився з Геленою фон Гюнтер (1856–1933). В пари народився син, майбутній генерал артилерії Вальтер фон Зейдліц-Курцбах.

## Нагороди
- Орден Червоного орла
  - 4-го класу з мечами — за заслуги під час Австро-прусської війни.
  - 2-го класу з мечами на кільці
- Залізний хрест 2-го класу
- Хрест «За вислугу років» (Пруссія) (25 років)
- Столітня медаль
- Орден Корони (Пруссія) 2-го класу із зіркою